# Синь древесины

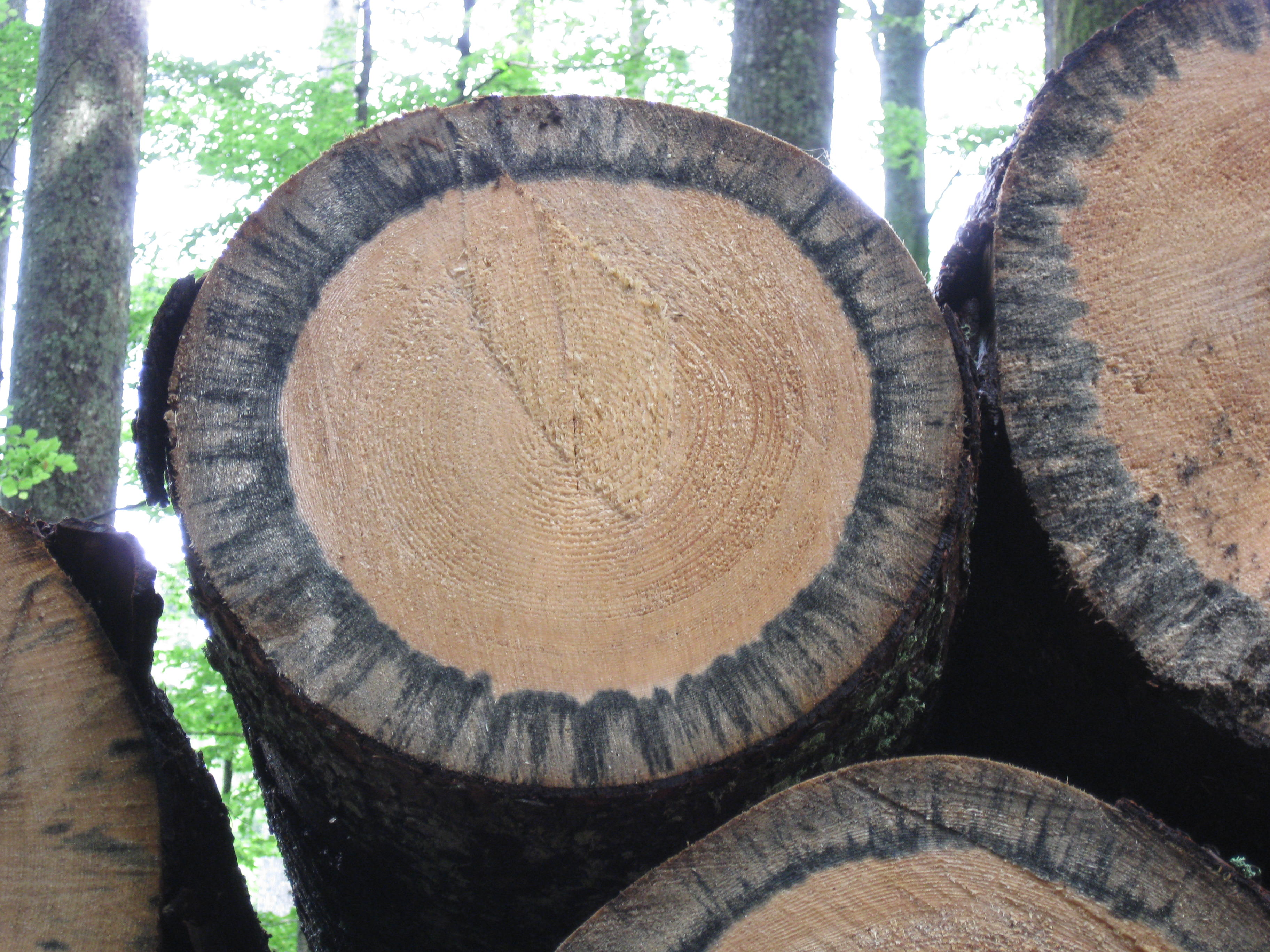
Синь на хвойной древесине

Синь, или синева (офиц.) — голубоватое и сине-серое изменение цвета древесины, вызываемое определёнными видами грибов (особенно различными видами сумчатых грибов). Порок древесины из группы грибных поражений древесины.
В данном случае речь не идёт о древесной гнили, так как вызывающие синь грибы питаются только содержащимися в клетках легко разложимыми веществами (например сахар, крахмал, белок) и не разрушают собственно древесную субстанцию. Например, прочность строительной древесины не зависит от наличия сини. Тем не менее, синь является изъяном древесины. Такое изменение цвета с одной стороны ухудшает её эстетические свойства, а с другой, грибы могут повредить защитное покрытие, нанесённое на наружные деревянные детали строений (например, на деревянных окнах), что становится причиной дальнейшего разрушения этих деталей древесной гнилью.
Синь древесины поражает, как правило, лишь заболонную часть ствола. Впитываемость древесиной влаги может резко возрасти после поражения синевой, что оказывает в данном случае сильное воздействие на возможность импрегнирования.